# Елоді Уедраоґо
Елоді Уедраоґо  (фр. Élodie Ouédraogo, 27 лютого 1981) — бельгійська легкоатлетка, олімпійська медалістка.
На Пекінській Олімпіаді естафетна команда Бельгії в бігу 4 по 100 метрів фінішувала другою, але їм були присуджені золоті медалі через дискваліфікацію російської команди.

## Виступи на Олімпіадах
| Олімпіада  | Дисципліна              | Місце |
| ---------- | ----------------------- | ----- |
| Афіни 2004 | естафета 4 x 100 метрів | 6     |
| Пекін 2008 | естафета 4 x 100 метрів | 1     |